# Тахциу (муниципалитет)
Тахциу (исп. Tahdziú) — муниципалитет в Мексике, штат Юкатан, с административным центром в одноимённом посёлке. Численность населения, по данным переписи 2010 года, составила 4447 человек.

## Общие сведения
Название Tahdziú c майяйского языка можно перевести как: могучие дрозды или трупиалы.
Площадь муниципалитета равна 241 км², что составляет 0,61 % от площади штата, а наивысшая точка — 33 метра над уровнем моря, расположена в поселении Санта-Хенероса.
Он граничит с другими муниципалитетами Юкатана: на северо-западе с Кантамаеком, на севере с Яшкабой, на востоке и юге с Пето, и на западе с Чаксинкином.

## Учреждение и состав
Муниципалитет был образован в 1918 году, в его состав входит 16 населённых пункта, самые крупные из которых:
| Код INEGI                  | Населённый пункт                                                               | Численность населения (2005 год) | Численность населения (2010 год) |
| -------------------------- | ------------------------------------------------------------------------------ | -------------------------------- | -------------------------------- |
| 073                        | Всего                                                                          | 3891                             | 4447                             |
| 0001                       | Тахцью (исп. Tahdziú) 20°12′08″ с. ш. 88°56′35″ з. д. (административный центр) | 3242                             | 3742                             |
| 0076                       | Тимуль (исп. Timul) 20°18′37″ с. ш. 88°56′15″ з. д.                            | 451                              | 543                              |
| 0027                       | Сан-Мигель (исп. San Miguel) 20°13′14″ с. ш. 88°49′35″ з. д.                   | 37                               | 39                               |
| 0083                       | Сан-Исидро-Уно (исп. San Isidro Uno) 20°12′12″ с. ш. 88°58′55″ з. д.           | 17                               | 31                               |
| 0009                       | Мокте (исп. Mocté) 20°12′46″ с. ш. 88°52′28″ з. д.                             | 27                               | 24                               |
| 0025                       | Сан-Лоренсо (исп. San Lorenzo) 20°14′42″ с. ш. 88°56′52″ з. д.                 | 21                               | 24                               |
| —                          | Прочие                                                                         | 96                               | 44                               |
| Названия на карте Генштаба |                                                                                |                                  |                                  |

## Экономика
По статистическим данным 2000 года, работоспособное население занято по секторам экономики в следующих пропорциях:
- сельское хозяйство и скотоводство — 70,4 %;
- производство и строительство — 17,5 %;
- торговля, сферы услуг и туризма — 9,6 %;
- безработные — 2,5 %.

## Инфраструктура
По статистическим данным 2010 года, инфраструктура развита следующим образом:
- протяжённость дорог: 22,8 км;
- электрификация: 90,2 %;
- водоснабжение: 94,9 %;
- водоотведение: 31,5 %.

## Достопримечательности
В муниципалитете можно посетить различные достопримечательности:
Архитектурные:
- церковь Святого Лоренцо, построенная в XVII веке;
- бывшая асьенда Штабай(es), построенная в XIX веке.

Археологические: древние поселения цивилизации майя Шемас и Ситпач.

## Фотографии

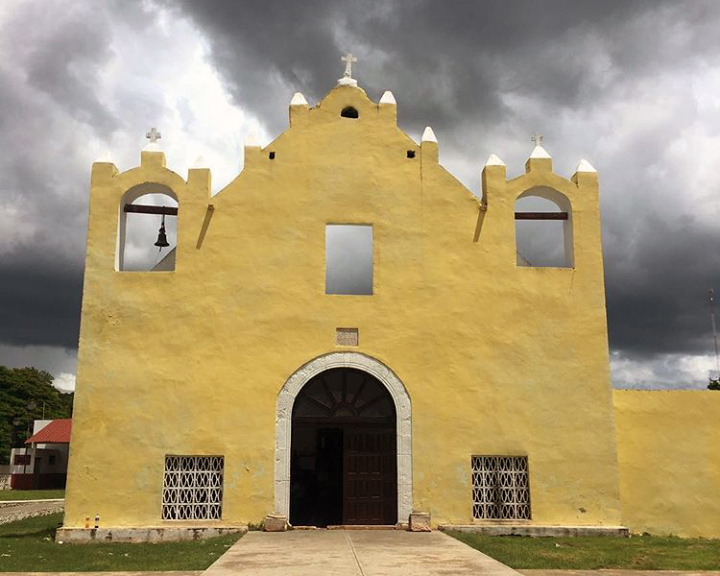
Церковь Святого Лоренсо
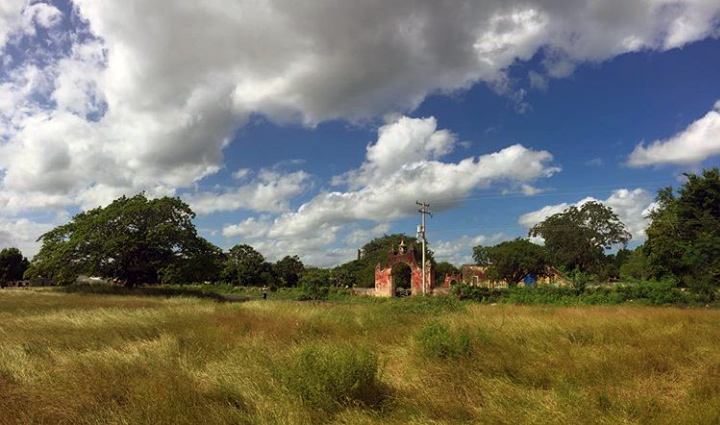
Бывшая асьенда Тимуль